# Graf Rudolf
Der Graf Rudolf ist ein Fragment eines mittelhochdeutschen Kreuzzugsepos aus dem 12./13. Jahrhundert. Er beruht vermutlich auf einer älteren französischen Quelle und steht in der Tradition der Chanson de geste.

## Überlieferung
Die Bruchstücke des Epos wurden 1823 (Celle) und 1842 (Braunschweig) entdeckt und 1844 von Wilhelm Grimm unter dem Titel Grave Ruodolf  veröffentlicht. Insgesamt existieren 14 Fragmente auf Doppelblättern und Doppelblatthälften aus Pergament, wobei die Fragmente α-δ in Braunschweig und die Fragmente A–K in Göttingen gelagert werden. Die Größe der einzelnen Blätter beträgt 200 × 145 mm, der Textspiegel selbst ist auf 153-165x110-115 mm bemessen. Die Verse des Textes sind nicht voneinander abgesetzt und bilden Reimpaare. Hierbei dominieren reine Reime die Fragmente, es treten jedoch gelegentlich Assonanzen auf. Untersuchungen der Bruchstücke haben einen gemeinsamen Ursprung in einer einzigen Handschrift ergeben, die von zwei unterschiedlichen Schreibern angefertigt wurde. Vor ihrer Entdeckung wurden die Pergamentblätter zur Verstärkung von Bucheinbänden genutzt, wie es auch in Braunschweig noch der Fall war.
Über die sprachliche Einordnung des Werkes und mögliche Vorlagen herrscht nach wie vor Unklarheit. Man vermutet den Ursprung der Handschrift im thüringischen oder hessischen Sprachraum und führt die Thematik auf eine französische Quelle, eine Chanson de Geste zurück, die jedoch nicht erhalten ist. Hinweise für einen Ursprung im Französischen sind unter anderem die Namen der Beteiligten (Bonifait, Beatrise, Gilot usw.) und die Erklärung französischer Begriffe seitens des Autors. 
 Aufgrund der Behandlung mit Reagenzien, die die Schrift lesbarer machen sollten, ist diese heute in einem sehr schlechten Zustand und stellenweise kaum noch zu entziffern.

## Datierung
Die Datierung des Epos erfolgt auf verschiedene Art. Paläographische Untersuchungen machen eine Datierung für das Ende des 12. Jahrhunderts, bzw. den Beginn des 13. Jahrhunderts, wahrscheinlich. 
 Eine andere Möglichkeit besteht darin, die im Text enthaltenen Geschehnisse zu nutzen und sie auf historische Parallelen aus der Lebenswelt des Autors zu übertragen. Eine solche Datierungshilfe wäre zum Beispiel der Einzug des Grafen in das christliche Jerusalem, das 1187 von Saladin erobert wurde. Die Entstehung des Textes müsste also vor 1187 erfolgt sein, da im Text keine Klage über den Verlust der Stadt für das Christentum formuliert wird. Die Problematik dieser Einordnung anhand der Anspielungen im Text besteht darin, dass die französische Quelle unbekannt ist und damit auch einfache Übernahmen aus dem französischen Text nicht zu erkennen sind. Auch die Eigenständigkeit und die Fähigkeiten des Autors, einen zeitlosen Text zu verfassen werden damit in Abrede gestellt.

## Handlung
Die Handlung der 14 Fragmente lässt sich in 5 inhaltliche Blöcke gliedern:
1. Der Papst ruft zum Kreuzzug auf. Rudolf nimmt gegen den Willen seiner Eltern teil und zieht von Flandern nach Palästina. Auf der Reise erleben die Kreuzfahrer Kriminalität und Hunger. Rudolf zieht unter großen Ehrungen in Jerusalem ein und wird zum Vasallen des Königs Gilot, des christlichen Herrschers im Heiligen Land.
2. Rudolf und Gilot ziehen gegen die Stadt Askalon. Während der König das Umland verwüstet, übernimmt Rudolf die Belagerung. Den Heiden gelingt es durch eine List, einen Waffenstillstand auszuhandeln, indem sie Frauen in Männerkleidung auf die Mauern stellen, um ihre ungebrochene Stärke vorzutäuschen. Wieder in Jerusalem wird Rudolf damit beauftragt, wichtige Aufgaben für Gilot zu übernehmen. Ein hochrangiger Heide übergibt Rudolf seinen Sohn Apollinart, um ihn in den höfischen Tugenden erziehen zu lassen. Das Zusammenleben zwischen Christen und Moslems läuft gewaltlos ab und Rudolf veranstaltet Feste in Jerusalem, die von beiden Seiten besucht werden.
3. Rudolf ist inzwischen zu den Heiden und deren König Halap übergelaufen. Er liebt die heidnische Prinzessin und kämpft tapfer für Halap gegen die Christen unter Gilot. Da er aber immer noch zum christlichen Glauben steht, tötet er seine Feinde nicht, sondern kämpft nur mit dem flachen Schwert.
4. Rudolf befindet sich in Gefangenschaft, aus der er aber schwer verletzt fliehen kann. Er ist auf die Hilfe vorbeiziehender Pilger angewiesen und muss sich verborgen halten. Die Prinzessin lässt sich auf den Namen Irmengart taufen und lehnt das Heiratsangebot eines Königs ab. Sie macht sich vor allem in der Armenversorgung verdient.
5. Rudolf und Irmengart wollen zusammen mit der Zofe Beatris und Rudolfs Neffen Bonifait nach Flandern reisen. Während der Nacht wird die Gruppe jedoch von Räubern überfallen und Bonifait stirbt im Kampf, weil er sich weigert Rudolf aufzuwecken. Die Fragmente enden mit der Klage um Bonifait.

Aufgrund der fragmentarischen Überlieferung ist eine zusammenhängende Rekonstruktion der Handlung nicht möglich. Die einzelnen Abschnitte sind teilweise durch große Sinnlücken, wie dem Überlaufen Rudolfs von den Kreuzfahrern zu den Heiden, voneinander getrennt.

## Bewertung durch die Forschung
Die Besonderheit des Epos, der die Erlebnisse des Grafen Rudolf beschreibt, ist seine nüchterne, weitgehend realistische Darstellung der Kreuzzüge. An die Stelle religiös motivierter Formeln tritt die Erzählung über einen anfänglich begeisterten Kreuzfahrer, der im Laufe seines Aufenthalts im Orient seine Illusionen und Motive überdenkt. Dabei bleibt er jedoch, seinen höfischen Idealen verpflichtet, immer tugendhaft. Die Tugenden, bzw. die höfischen Sitten, sind es auch, die sowohl Heiden wie Halap und die Prinzessin, als auch Christen, wie Rudolf oder Bonifait, verbinden, obwohl sie verschiedenen Kulturkreisen und Religionen entstammen.